# Marta Savić
Marta Savić (serbisk kyrilliska: Марта Савић), född 7 maj 1966 i Vranjak, Bosnien och Hercegovina, är en bosnisk-serbisk pop-folksångerska.
Hon är gift med den bosnisk-serbiska sångaren Mile Kitić, med vilken hon har en dotter, Elena.

## Diskografi
- Zaboravi druge žene (Glöm andra kvinnor) (1988)
- Proklet bio (Fan!) (1990)
- Grešnica (Syndare) (1993)
- Nemoj bar ti (Har du minst?) (1994)
- Kad sam srela (När jag träffade dig) (1996)
- Kad zavoliš, pa izgubiš (När du älskar, så förlorar du) (1999)
- Dijamanti, brilijanti (Diamanter, briljanter) (2000)
- Ikad ili nikad (Någonsin eller aldrig) (2001)
- Nismo pucali jedno u drugo (Vi sköt inte varandra) (2002)
- Ravno do Kosova (Raka vägen till Kosovo) (2003)
- Erotica (Erotik) (2006)
- Muški kompleksi (Komplexa män) (2009)
- Zlatom, zlatila (Guld, guldig) (2011)